# Robert Hughes (cầu thủ bóng đá)
Robert Hughes (sinh ngày 1 tháng 10 năm 1986) là một cầu thủ bóng đá người Anh thi đấu ở Football League ở vị trí tiền vệ trung tâm cho Nottingham Forest. Anh gia nhập St Neots Town vào tháng 9 năm 2009.
Hughes khởi đầu sự nghiệp với Nottingham Forest và sau nhiều trận ở đội dự bị, anh ra mắt Forest ngày 30 tháng 9 năm 2006 ghi vào sân từ phút 84 trong chiến thắng 3-1 trước Swansea City. Sau đó anh có trận đá chính đầu tiên trong chiến thắng 2-1 tại Football League Trophy trước Gillingham. Tuy nhiên, anh bị giải phóng hợp đồng cuối mùa giải 2006-07, Sau đó anh kí hợp đồng với Stamford, tiếp tục thi đấu cho các câu lạc bộ bao gồm Corby Town, Spalding United, Grantham Town, và St Neots Town.